# Pierre Chevalier (général)
Pour les articles homonymes, voir Pierre Chevalier et Chevalier.
 (octobre 2008).
Si vous disposez d'ouvrages ou d'articles de référence ou si vous connaissez des sites web de qualité traitant du thème abordé ici, merci de compléter l'article en donnant les références utiles à sa vérifiabilité et en les liant à la section « Notes et références ».
Pierre Chevalier né le 9 septembre 1730 et mort à une date inconnue, est un général de brigade de la Révolution française

## État de service
- 12 juillet 1792 : Colonel du 57e régiment d'infanterie de ligne
- 14 avril 1793 : Général de brigade
- 24 novembre 1793 : il se retire du service

## Sources
- (en) « Generals Who Served in the French Army during the Period 1789 - 1814: Eberle to Exelmans »
- Léon Hennet, Etat militaire de France pour l’année 1793, Siège de la société, Paris, 1903, p. 107.